# Lista de património edificado na Madeira
Esta lista é uma sublista da lista de património edificado em Portugal para o arquipélago da Madeira.

## Ilha da Madeira

### Concelho da Calheta
| ID       | Designações                                | Categoria              | Tipologia | Freguesia                      | Grau | Ano  |
| -------- | ------------------------------------------ | ---------------------- | --------- | ------------------------------ | ---- | ---- |
| 99010201 | Igreja Matriz do Espírito Santo            | Arquitectura religiosa | Igreja    | Calheta (freguesia da Madeira) | VCO  | 1639 |
| 99010104 | Igreja Paroquial de São Brás               | Arquitectura religiosa | Igreja    | Arco da Calheta                | VCO  | 1830 |
| 99010304 | Igreja Paroquial de Nossa Senhora da Graça | Arquitectura religiosa | Igreja    | Estreito da Calheta            | VCO  |      |
| 99010101 | Capela de Nossa Senhora do Loreto          | Arquitectura religiosa | Capela    | Arco da Calheta                | VCO  |      |
| 99010301 | Capela dos Reis Magos                      | Arquitectura religiosa | Capela    | Estreito da Calheta            | VCO  |      |
| 99010206 | Centro das Artes - Casa das Mudas          |                        |           | n/a                            |      |      |

Legenda: CAVR - Conjunto Arquitectónico de Valor Regional; VCR - Valor Cultural Regional; VR - Valor Regional; VCO - Valor Concelhio; IIP - Imóvel de Interesse Público; MN - Monumento Nacional; VC - Em vias de classificação; PM - Património Mundial.

### Concelho de Machico
| ID       | Designações                                                     | Categoria              | Tipologia | Freguesia | Grau | Ano  |
| -------- | --------------------------------------------------------------- | ---------------------- | --------- | --------- | ---- | ---- |
| 99050306 | Aqueduto de Machico                                             | Arquitectura civil     | Aqueduto  | n/a       | IIM  | 1997 |
| 99050303 | Capela dos Milagres / Capela de Cristo / Capela da Misericórdia | Arquitectura religiosa | Capela    | n/a       | IIP  | 1977 |
| 99050301 | Forte de São João Baptista da Madeira / Forte do Ancoradouro    | Arquitectura militar   | Forte     | n/a       | IIP  | 1943 |
| 99040302 | Igreja Matriz de Machico                                        | Arquitectura religiosa | Igreja    | Machico   | IIP  | 1977 |
| 99050305 | Forte de Nossa Senhora do Amparo                                | Arquitectura militar   | Forte     | n/a       | IIP  | 1706 |
| 99050304 | Capela de São Roque                                             | Arquitectura religiosa | Capela    | n/a       | IIP  | 1977 |
| 99050308 | Solar do Ribeirinho                                             | Arquitectura civil     | Solar     | n/a       | IIM  | 1998 |

Legenda: CAVR - Conjunto Arquitectónico de Valor Regional; VCR - Valor Cultural Regional; VR - Valor Regional; VCO - Valor Concelhio; IIP - Imóvel de Interesse Público; MN - Monumento Nacional; VC - Em vias de classificação; PM - Património Mundial.

### Concelho da Ponta do Sol
| ID       | Designações                          | Categoria              | Tipologia | Freguesia       | Grau | Ano  |
| -------- | ------------------------------------ | ---------------------- | --------- | --------------- | ---- | ---- |
| 99050301 | Igreja de Nossa Senhora da Luz       | Arquitectura religiosa | Igreja    | Ponta do Sol    |      | 1708 |
|          | Igreja de Nossa Senhora da Conceição | Arquitectura religiosa | Igreja    | Ponta do Sol    |      | 1494 |
| 99050201 | Igreja de Santa Maria Madalena       | Arquitectura religiosa | Igreja    | Madalena do Mar |      |      |
| 99050306 | Capela de Santo António              | Arquitectura religiosa | Capela    | Ponta do Sol    |      |      |
| 99050308 | Capela de São Sebastião              | Arquitectura religiosa | Capela    | Ponta do Sol    |      | 1597 |
|          | Capela do Espírito Santo             | Arquitectura religiosa | Capela    | Ponta do Sol    |      | 1597 |
| 99050303 | Solar dos Esmeraldos                 | Arquitectura civil     | Solar     | Ponta do Sol    |      | 1494 |
|          | Palacete do Lugar de Baixo           | Arquitectura civil     | Palacete  | Ponta do Sol    |      |      |
|          | Cais da Ponta do Sol                 | Arquitectura civil     | Cais      | Ponta do Sol    |      | 1848 |
|          | Ponte do Caminho Real                | Arquitectura civil     | Ponte     | Madalena do Mar |      |      |
| 99050103 | Relógio de Água                      | Arquitectura civil     | Relógio   | Canhas          | VCR  | 1890 |

Legenda: CAVR - Conjunto Arquitectónico de Valor Regional; VCR - Valor Cultural Regional; VR - Valor Regional; VCO - Valor Concelhio; IIP - Imóvel de Interesse Público; MN - Monumento Nacional; VC - Em vias de classificação; PM - Património Mundial.

### Concelho de Santa Cruz
| ID       | Designações                           | Categoria              | Tipologia  | Freguesia              | Grau | Ano |
| -------- | ------------------------------------- | ---------------------- | ---------- | ---------------------- | ---- | --- |
| 99090201 | Igreja Matriz da Camacha              | Arquitectura religiosa | Igreja     | Camacha                | IIM  |     |
| 99090301 | Capela Mãe de Deus                    | Arquitectura religiosa | Capela     | Caniço                 | IIP  |     |
| 99090302 | Capela de Nossa Senhora da Consolação | Arquitectura religiosa | Capela     | Caniço                 | IIP  |     |
| 99090303 | Conjunto dos Reis Magos               |                        |            | Caniço                 | IIM  |     |
| 99090304 | Solar da Quinta Splendida             | Arquitectura civil     | Solar      | Caniço                 | IIP  |     |
| 99090401 | Lavadouro de Gaula                    | Arquitectura civil     |            | Gaula                  | IIM  |     |
| 99090402 | Fontanários de Gaula                  | Arquitectura civil     | Fontanário | Gaula                  | IIM  |     |
| 99090501 | Paços do Concelho de Santa Cruz       |                        |            | Santa Cruz             | MN   |     |
| 99090502 | Igreja de São Salvador                | Arquitectura religiosa | Igreja     | Santa Cruz             | IIP  |     |
| 99090503 | Convento da Misericórdia              | Arquitectura religiosa | Convento   | Santa Cruz             | IIP  |     |
| 99090504 | Tribunal Judicial de Santa Cruz       |                        |            | Santa Cruz             | IIM  |     |
| 99090601 | Casa de Chá                           |                        |            | Santo António da Serra | IIM  |     |
| 99090602 | Fonte de Santo António da Serra       | Arquitectura civil     | Fontes     | Santo António da Serra | IIM  |     |

Legenda: CAVR - Conjunto Arquitectónico de Valor Regional; VCR - Valor Cultural Regional; VR - Valor Regional; VCO - Valor Concelhio; IIP - Imóvel de Interesse Público; MN - Monumento Nacional; VC - Em vias de classificação; PM - Património Mundial.

### Concelho de São Vicente
Igreja do Senhor Bom Jesus de Ponta Delgada

## Ilha do Porto Santo

### Concelho do Porto Santo
| ID       | Designações                        | Categoria              | Tipologia | Freguesia   | Grau | Ano  |
| -------- | ---------------------------------- | ---------------------- | --------- | ----------- | ---- | ---- |
| 99070102 | Igreja de Nossa Senhora da Piedade | Arquitectura religiosa | Igreja    | Porto Santo |      |      |
|          | Capela de Nossa Senhora da Graça   |                        | Igreja    | Porto Santo |      | 1533 |
|          | Edifício dos Paços do Concelho     |                        |           | Porto Santo |      |      |
|          | Forte de São José                  |                        | Forte     | Porto Santo |      | -    |
|          | Padrão das Descobertas             |                        |           | Porto Santo |      | 1960 |
|          | Cais Velho da Cidade               |                        |           | Porto Santo |      | 1929 |

Legenda: CAVR - Conjunto Arquitectónico de Valor Regional; VCR - Valor Cultural Regional; VR - Valor Regional; VCO - Valor Concelhio; IIP - Imóvel de Interesse Público; MN - Monumento Nacional; VC - Em vias de classificação; PM - Património Mundial.